# Cardepia strobilacei
Cardepia strobilacei là một loài bướm đêm trong họ Noctuidae.